# Yuhong
Yuhong (en chino, 于洪; pinyin, Yúhóng) es un distrito urbano bajo la administración directa de la Prefectura Shenyang   en la Provincia de Liaoning, República Popular China.  Su área es de 499 km² y su población total para 2010 superó los 600 mil habitantes. 

## Administración
Desde julio de 2023, el  Distrito Yuhong  se divide en 10 pueblos que se administran en subdistritos.